# Gardner Beach
Gardner Beach ist ein Sandstrand im Süden des australischen Bundesstaats Western Australia. Er liegt bei dem Ort Broke.
Der Strand ist normalerweise 250 Meter lang und bis zu 40 Metern breit. Er öffnet sich in Richtung Süden. Westlich des Strandes liegt die Mündung des Canterbury River.
Gardner Beach wird nicht von Rettungsschwimmern bewacht.